# حياة الحدود
حياة الحدود (بالعبرية: גדר חיה) هي رواية نُشرت عام 2014 من قِبل الكاتبة دوريت رابينيان. الكتاب باللغة الإنجليزية وقد طبعة وترجم من قبل جيسيكا كوهين ونشر من طرف راندوم هاوس في الولايات المتحدة ومن قبل سيربونت تايل في المملكة المتحدة في عام 2017.
أثار الكتاب الكثير من الجدل في إسرائيل بعدما تم استبعاده من المناهج الدراسية العليا الإسرائيلية وذلك بسبب تطرقه لقصة حب بين امرأة يهودية إسرائيل ورجل فلسطيني. لكن وبالرغم من ذلك فقد تصدرت الرواية قوائم أفضل الكتب مبيعا في إسرائيل وفي بعض الدول  إلى أن تم رفضه من قبل وزارة التربية والتعليم. تواصلت إثارة الجدل بعدما نظم الكثير من المعلمين ومديري المدارس احتجاجات في الكنيست لكنهم لقوا معارضة من رئيس وزعيم الاتحاد الصهيوني إسحاق هرتزوغ. بعد فترة وجيزة من تلك الاحتجاجات؛ حاولت وزارة التعليم التخفيف من وطأة الحدث فأكدت على أنها تدرس إمكانية تدريس الرواية في فصول الأدب في الجامعات المتقدمة.
فازت الرواية بجائزة بيرنشتاين كما نالت جائزة كتاب الأدب الشباب في إسرائيل.

## القصة
تتحدث الرواية عن قصة حب جمعت بين فنان فلسطيني يدعى حلمي (تُسميه الكاتبة باسم ليات) وسيدة إسرائيلية لكن الثنائي سرعان ما ينفصلا لعدة أسباب فيضطر الرجل للرحيل باتجاه رام الله فيما تعود المرأة لتل أبيب.